# Torri in Sabina
Torri in Sabina là một đô thị ở tỉnh Rieti trong vùng Latium, có khoảng cách khoảng 50 km về phía bắc của Roma và cách khoảng 20 km southvề phía tây của Rieti. Tại thời điểm ngày 31 tháng 12 năm 2004, đô thị này có dân số 1.200 người và diện tích là 26,1 km².
Torri in Sabina giáp các đô thị: Calvi dell'Umbria, Cantalupo in Sabina, Casperia, Montasola, Montebuono, Selci, Tarano, Vacone.